# Tylophora congolana
Tylophora congolana là một loài thực vật có hoa trong họ La bố ma. Loài này được (Baill.) Bullock miêu tả khoa học đầu tiên năm 1954.